# 테니스 엘보
테니스 엘보(영어: tennis elbow, lateral epicondylitis)는 팔꿈치 주변에 통증이 생기는 상태를 말한다. 테니스 등의 라켓 스포츠를 즐기는 사람들에게 잘 생기기 때문에 테니스 엘보라고 부르지만, 테니스를 즐기지 않는 사람에게도 생길 수 있는 증상이다.
의학용어로는 상완골외상과염(上腕骨外傷顆炎, lateral epicondylitis)이라고 하며, 1883년 학계에 처음 보고되었다.

## 증상
- 팔꿈치 바깥 부위의 통증
- 팔꿈치 바깥쪽 돌출된 뼈 부분 주변의 저리는 느낌
- 손목을 젖히는 동작을 할 때 특히 통증이 심함 (예: 무거운 물건을 들때, 물병의 물을 따를 때 등)

## 원인
테니스 등을 칠때 받는 반복적인 충격으로 인해 팔꿈치 주변의 인대가 부분적으로 충혈되거나 파열되어 발병한다. 테니스 엘보와 관련된 가장 큰 위험 인자 중 하나는 연령으로, 30세에서 60세 사이에 가장 높은 발병률을 보인다. 남성과 여성, 또는 오른손잡이와 왼손잡이 사이에서 발견되는 발병률의 차이는 없다.

## 같이 보기
- 반복사용긴장성손상증후군

## 참고 문헌
- (영어) Wilson JJ, Best TM (2005). “Common overuse tendon problems: A review and recommendations for treatment”. 《Am Fam Physician》 72 (5): 811-8. PMID 16156339. 2007년 9월 29일에 원본 문서에서 보존된 문서. 2009년 4월 4일에 확인함. PDF 보관됨 2007-09-29 - 웨이백 머신